# Xã Hanover, Quận Northampton, Pennsylvania
Xã Hanover (tiếng Anh: Hanover Township) là một xã thuộc quận Northampton, tiểu bang Pennsylvania, Hoa Kỳ. Năm 2010, dân số của xã này là 10.866 người.